# Karol Olgierd Borchardt
Karol Olgierd Borchardt (ur. 12 marca?/25 marca 1905 w Moskwie, zm. 20 maja 1986 w Gdyni) – polski pisarz i marynarz, kapitan żeglugi wielkiej.

## Życiorys
Był synem Hilarego, carskiego lekarza wojskowego, i Marii z Raczkiewiczów, urzędniczki; oboje pochodzili z Litwy. W dzieciństwie, po udaniu się jego ojca na wojnę, wraz z matką wyjechał do Paryża. Po powrocie w 1911 do kraju mieszkali w Wilnie, gdzie uczęszczał do szkoły podstawowej, a potem do Gimnazjum Humanistycznego im. Adama Mickiewicza. W wieku 15 lat uczestniczył jako ochotnik w wojnie polsko-bolszewickiej, podczas której został ranny i otrzymał po raz pierwszy Krzyż Walecznych. W 1924 roku zdał maturę i wstąpił na Wydział Prawa Uniwersytetu Stefana Batorego w Wilnie. Rok później rozpoczął naukę w Szkole Morskiej w Tczewie, którą ukończył w roku 1928. 26 grudnia 1928 poślubił pilotkę Karolinę Iwaszkiewiczównę, z którą miał córkę Danutę. Następnie pływał na pasażerskich transatlantykach armatora Gdynia-Ameryka Linie Żeglugowe SA, pełniąc kolejno funkcje oficerskie. W 1936 roku otrzymał dyplom kapitana żeglugi wielkiej. W 1938 r. rozpoczął pracę w Państwowej Szkole Morskiej w Gdyni, obejmując stanowisko zastępcy komendanta żaglowca szkolnego Dar Pomorza.
Wybuch II wojny światowej zastał go na Darze Pomorza w czasie rejsu szkolnego. Na polecenie władz udał się do Sztokholmu, a potem do Szkocji. Następnie wrócił do GAL-u i pływał na statkach pasażerskich przekształconych w transportowce. Został starszym oficerem polskiego flagowego statku pasażerskiego MS Piłsudski i w listopadzie 1939 r., przeżył jego zatopienie, podczas którego został poważnie ranny w głowę. Po wyleczeniu został starszym oficerem kolejnego transatlantyka, MS Chrobry i w 1940 r. przeżył jego zbombardowanie i zatopienie w kampanii norweskiej. Został ponownie ranny, odnowił mu się ciężki uraz z poprzedniego wydarzenia i wskutek tego stan zdrowia utrudniał mu potem służbę na morzu. Za ewakuację załogi Chrobrego otrzymał ponownie Krzyż Walecznych.
W czasie pobytu w Wielkiej Brytanii, nie mogąc pływać, zaczął pisać opowiadania marynistyczne, które stały się istotą jego twórczości (wszystkie jego książki to zbiory opowiadań). Niemały wpływ na to miał fakt, że doznany uraz głowy spowodował u niego wielomiesięczną, całkowitą bezsenność, z której z trudem go wyprowadzono. Początkowo jednak nie publikował swoich tekstów. Po wyleczeniu w latach 1942–1945 pracował w różnych instytucjach brytyjskich. Po wojnie był organizatorem, a potem dyrektorem polskiego gimnazjum i liceum morskiego w Landywood w Anglii.
Po odejściu ze szkoły pływał w angielskiej linii żeglugowej. W 1949 roku wrócił do kraju na pokładzie statku MS Batory, pełniąc funkcję starszego oficera. Żona i córka pozostały w Wielkiej Brytanii, co oznaczało separację, pod względem formalnym Karolina Borchardt do końca jego życia pozostała jego małżonką.

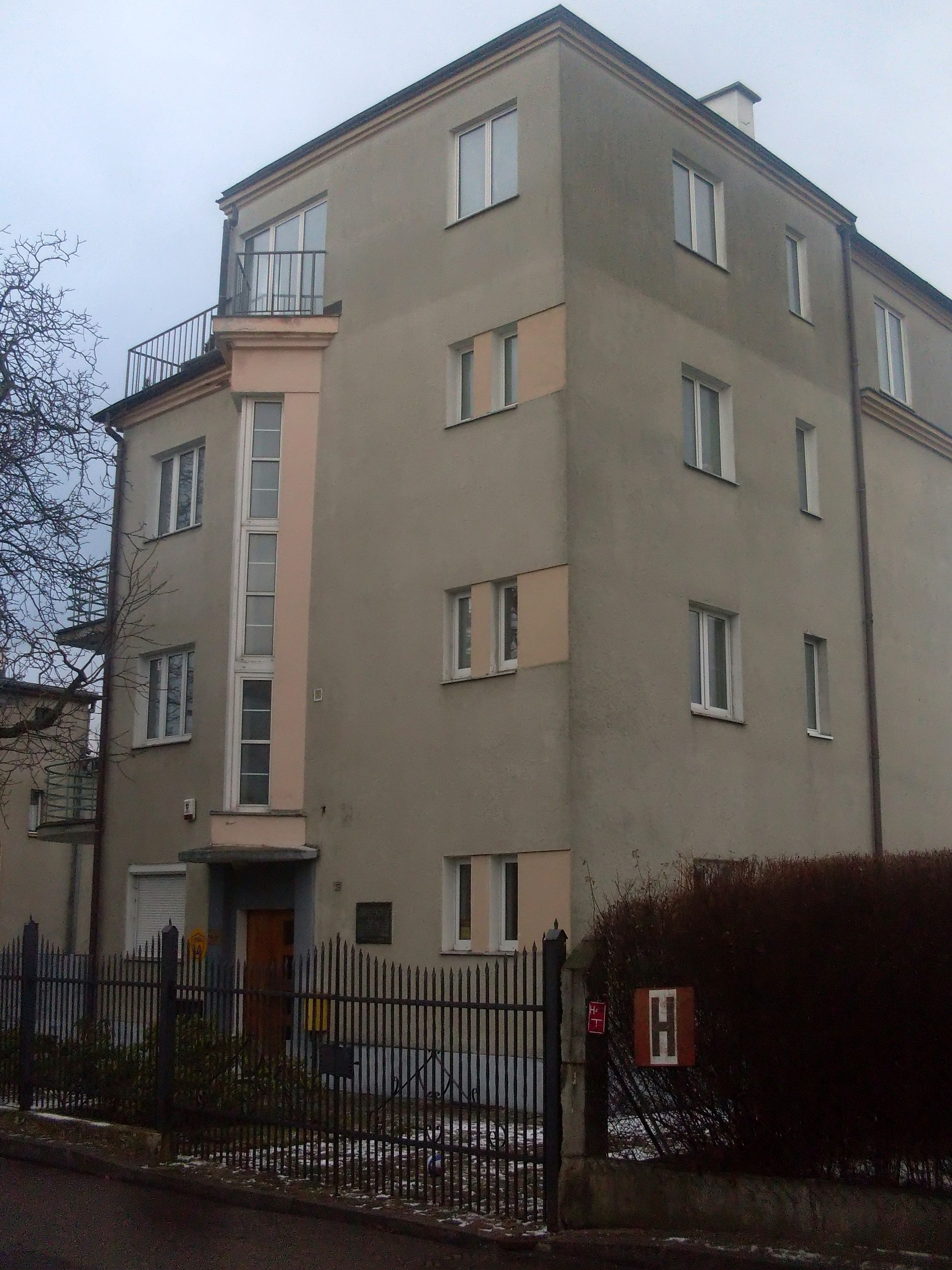
Dom na Kamiennej Górze w Gdyni, w którym Karol Olgierd Borchardt żył i tworzył

W Polsce, uznany ostatecznie za niezdolnego do pływania na statkach z przyczyn zdrowotnych, rozpoczął pracę dydaktyczną w Państwowym Centrum Wychowania Morskiego, następnie uczył w Technikum Rybołówstwa Morskiego w Gdyni (1951–1954) i w gdyńskiej Szkole Rybołówstwa Morskiego (1954–1968). 1 września 1968 roku, po połączeniu Szkoły Rybołówstwa Morskiego z Państwową Szkołą Morską, powstała Wyższa Szkoła Morska w Gdyni, w której wykładał aż do przejścia na emeryturę w listopadzie 1970.
W Gdyni dostał przydział mieszkania w składającej się z dwu pomieszczeń „nadbudówce” (nazwanej przez Borchardta „Siódmym niebem”), umieszczonej na dachu odebranej przedwojennym właścicielom willi w Kamiennej Górze. Obecny właściciel rozbudował willę, tworząc na miejscu tej nadbudówki dodatkowe piętro, tak że obecnie tylko odtworzony z pietyzmem w Muzeum Obrony Wybrzeża w Helu gabinet kpt. Borchardta przypomina minione czasy.
Od 1958 roku publikował artykuły w czasopismach „Morze”, „Tygodnik Morski”, „Litery”. W 1960 roku wydał książkę Znaczy Kapitan, która cieszyła się dużą popularnością i przyniosła autorowi wiele nagród i wyróżnień. Pozycja ta była wielokrotnie wznawiana i przekładana na języki obce.
Do innych jego zainteresowań należały plastyka, malarstwo akwarelowe i rzeźba. Brał udział w programach telewizyjnych Gawędy wilków morskich i Latający Holender.
Zmarł w Gdyni, pochowany na cmentarzu Witomińskim (kwatera 53-22-17).

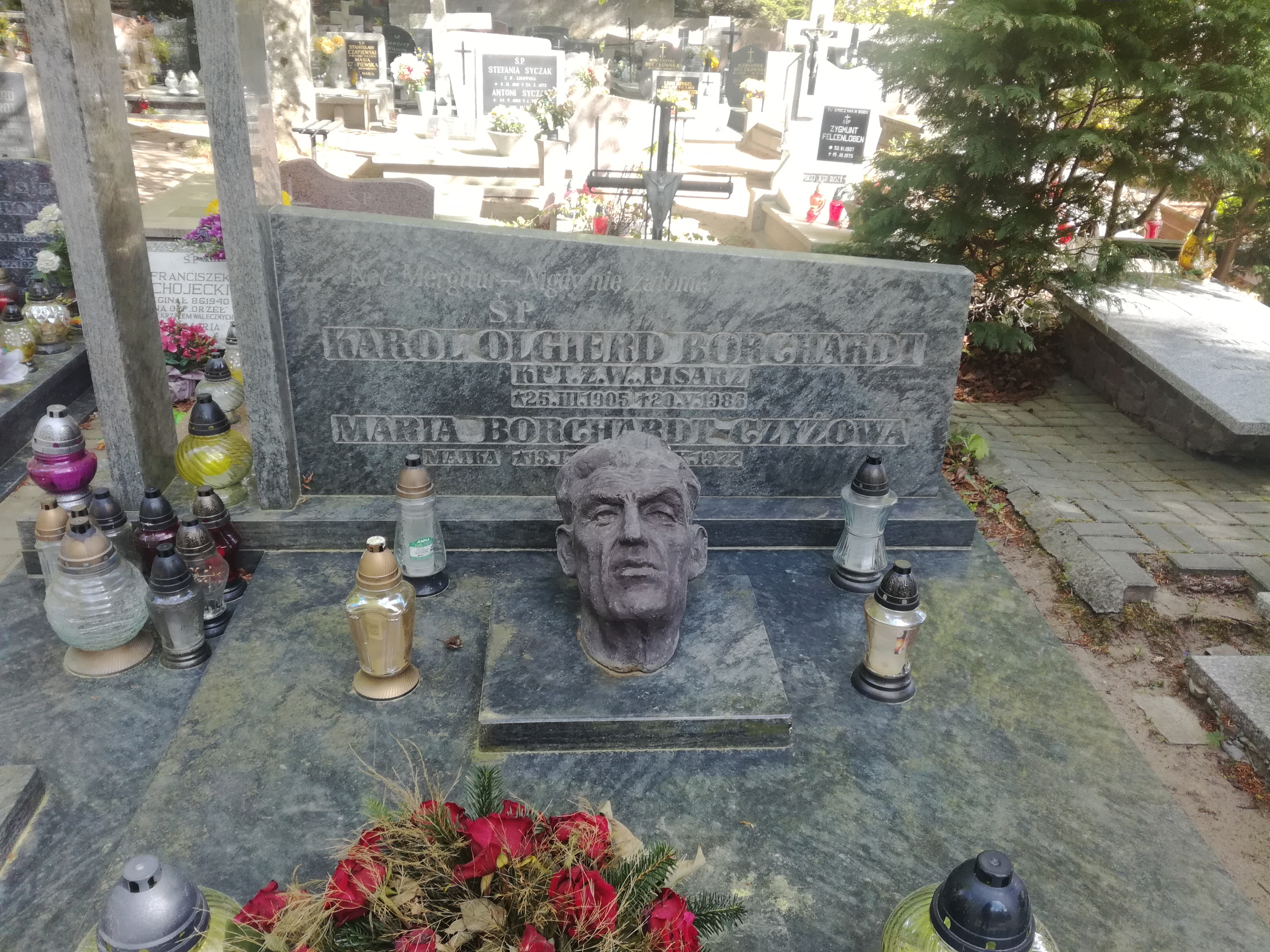
grób Karola O. Borchardta na cmentarzu Witomińskim

## Twórczość

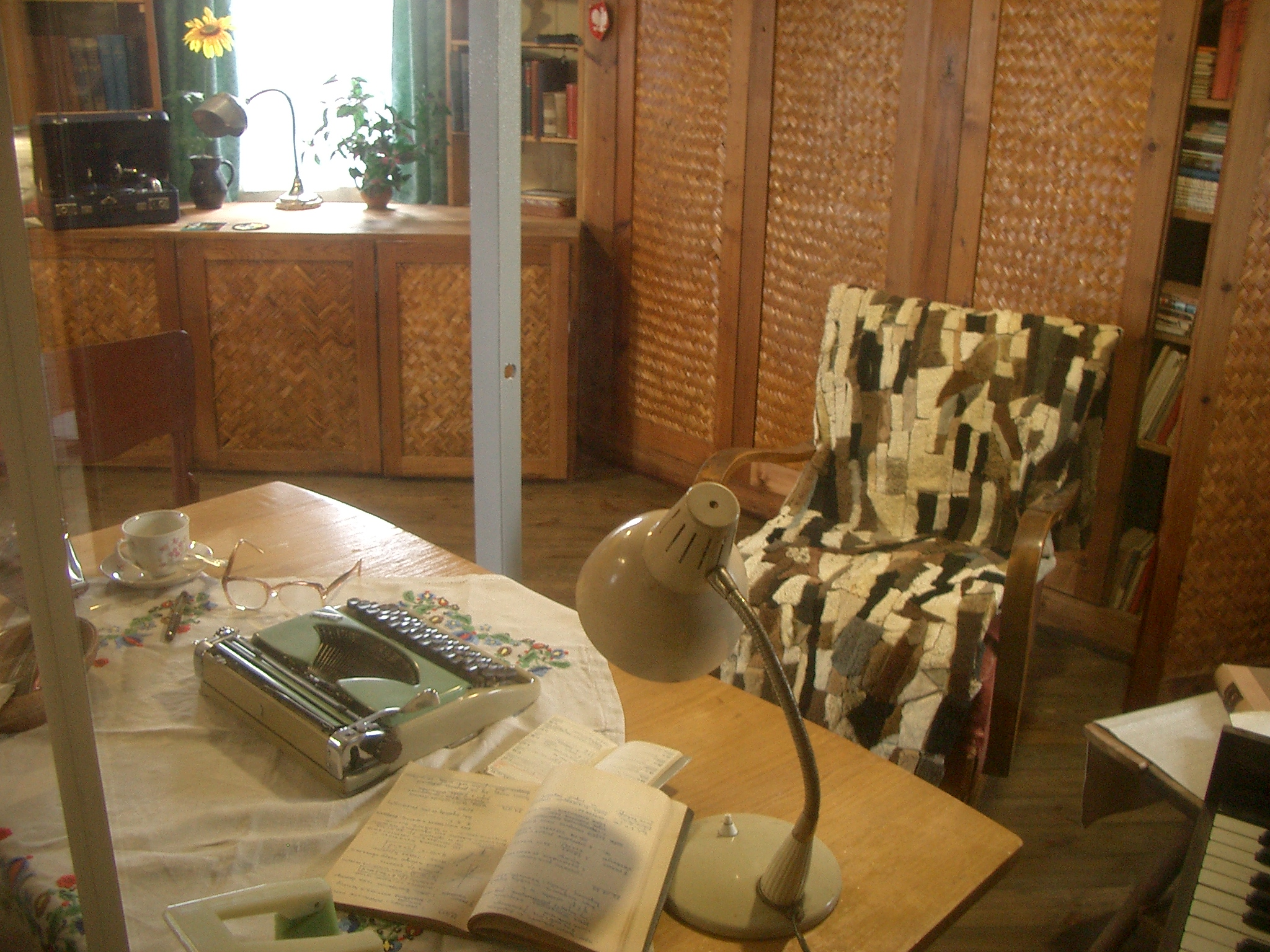
Gabinet kpt. Borchardta odtworzony w Muzeum Obrony Wybrzeża w Helu

- Znaczy Kapitan (1960; wspomnienia)
- Krążownik spod Somosierry (1963; wspomnienia)
- Szaman morski (1985)

Wydane pośmiertnie:
- Pod czerwoną różą
- Znaczy równik na rumbie – część I Kolebki nawigatorów
- Potem, potem – część II Kolebki nawigatorów
- Kolebka nawigatorów
- Astronawigacja

## Ordery i odznaczenia
- Order Sztandaru Pracy I klasy (1976)
- Order Sztandaru Pracy II klasy (1964)
- Krzyż Walecznych (dwukrotnie: 1920 i 1941)
- Złoty Krzyż Zasługi (1957)
- Krzyż Czynu Bojowego Polskich Sił Zbrojnych na Zachodzie (pośmiertnie)
- Medal 30-lecia Polski Ludowej (1974)
- Medal 40-lecia Polski Ludowej (1984)
- Srebrny Medal „Za zasługi dla obronności kraju” (1970)
- Medal Komisji Edukacji Narodowej (1970)
- Odznaka „Zasłużony Pracownik Morza”

## Nagrody i wyróżnienia
- Nagroda literacka im. Mariusza Zaruskiego za książkę Znaczy Kapitan (1961)[3]
- Nagroda Prezydenta Miasta Gdyni za całokształt twórczości (1974)

## Upamiętnienie
Będąca przez 8 ostatnich lat życia kpt. Borchardta jego osobistą sekretarką Ewa Wanda Ostrowska napisała dwie książki biograficzno-wspomnieniowe Pod białą różą i Kapitan własnej duszy. Borchardt znany i nieznany. Dzięki jej pomocy Muzeum Obrony Wybrzeża w Helu otworzyło w 2008 roku stałą wystawę poświęconą Borchardtowi.
Na cześć Karola Olgierda Borchardta nazwany został szkuner gaflowy STS Kapitan Borchardt (port macierzysty Szczecin).
W 2013 roku został wydany film „Kapitan własnej duszy” (1974–2012) w reżyserii Michała Dąbrowskiego.